# Залізничні тигри
Залізничні тигри — китайський комедійний бойовик режисера Діна Шена з Джекі Чаном в головній ролі. Прем'єра в Китаї відбулася 23 грудня 2016-го року. Фільм розказує історію залізничника, що керував командою борців за свободу, що чинила опір японській окупації Китаю під час Другої світової війни.

## Сюжет
У грудні 1941 року Японія розширює окупацію країн Південно-Східної Азії. Залізниця Тяньцзінь-Нанкін у Східному Китаї стає ключовим військово-транспортним маршрутом, що суворо охороняється японськими солдатами. 
Працівник залізниці Ма Юань в цей час очолює команду борців за свободу. Використовуючи досвід роботи на залізниці, він з побратимами проводить акції саботажу — влаштовує засідки на японських солдатів, краде їхні продукти, щоб нагодувати китайців, які голодують. Його команда не має власної зброї, тому вони використовують все, що можуть, включаючи лопати, шпали та деталі поїздів. Місцеві називають їх «залізничними тиграми». 
«Тигри» дізналися про невдалу спробу китайських солдатів провести диверсію. Єдиний солдат, що вижив, розповів, що цю диверсію необхідно здійснити протягом найближчих днів. Це виклик для Ма Юаня, тому він починає свою найнебезпечнішу місію — підірвати залізничний міст, що ретельно охороняється. Японці також дізнаються про цей план.

## Випуск
1 вересня 2016 року «Well Go Entertainment» оголосила про придбання фільму для поширення на англомовних країнах (включаючи Північну Америку, Велику Британію, Австралію та Нову Зеландію). Прем'єра у США відбулася 6 січня 2017 року.